# Курневичи (Минский район)
Курневичи (бел. Ку́рневічы) — деревня в Минском районе Минской области Республики Беларусь. В составе Шершунского сельсовета.

## География
Пролегает дорога Н8970.
Ближайшие населённые пункты Бахметовка, Дворище, Гайдуковка, Курганы и др.

### Гидрография
Река Луковая.

## История
В 1905 году в Радошковской волости Вилейского уезда Виленской губернии.

## Население

### Численность
- 2009 год — 18 человек

### Динамика
- 1905 год — 106 человек (47 муж. и 59 жен.)[2]
- 1999 год — 33 человек (перепись населения)
- 2009 год — 18 человек (перепись населения)[2]